# Bangladesz na Letnich Igrzyskach Olimpijskich 2000
Bangladesz na Letnich Igrzyskach Olimpijskich 2000 reprezentowało 4 zawodników, 2 mężczyzn i 2 kobiety.

## Skład kadry

### Lekkoatletyka
- Mohammad Mahabub Alam – bieg na 200 m mężczyzn (nie ukończył biegu)
- Foujia Huda – bieg na 100 m kobiet (odpadła w 1 rundzie eliminacji)

### Pływanie
- Karar Samedul Islam – 100 m stylem klasycznym mężczyzn (odpadł w eliminacjach)
- Doli Akhtar – 100 m stylem klasycznym kobiet (dyskwalifikacja)